# Idrissa Diallo
Idrissa Diallo (Guinea-Conakry, 1991 - Barcelona, 5 de gener de 2012) va ser un migrant que va morir al CIE de la Zona Franca. La polèmica del seu cas, juntament amb el de Samba Martine va fer que l'existència i les condicions dels CIE ocupés un lloc més visible en el debat públic a Espanya.

## Biografia
Idissa Diallo va saltar la tanca de Melilla el 5 de desembre de 2011 i va ser detingut en les següents 24 hores. El 20 de desembre va ser enviat al Centre d'internament d'estrangers de Zona Franca, a Barcelona per tal de procedir a la seva posterior deportació a Guinea Conakry. Dues setmanes després del seu trasllat, durant la nit del 5 de gener de 2012, Idrissa Diallo va ser traslladat d'urgència a l'hospital on va morir per insuficiència cardíaca.
No va ser fins cinc anys després de la seva mort, que una investigació va desvetllar la localització de les despulles d'Idrissa, que es trobaven dintre d'un nínxol anònim. Un any més tard, l'any 2018, es va anunciar que el seu cos seria deportat a Guinea. La plataforma Tanquem els CIE, creada arran de la seva mort, va iniciar una campanya perquè la plaça barcelonina d'Antonio López (comerciant i esclavista) passés a portar el seu nom, el que s'aconseguí el març de 2022.

## Denúncia
El seu cas és una de les denúncies que interns i internes, activistes, organitzacions i col·lectius de suport realitzen sobre l'existència i les condicions d'aquests centres. Declaracions d'interns apunten a una omissió del deure de socors per part dels policies que el custodiaven. Els testimonis, companys de cel·la d'Idrissa, a diferència del que va passar en la mort de Mohamed Abagui l'any 2010 també en el CIE de Zona Franca, no van ser deportats. Van ser posats en llibertat. i la seva custòdia es va concedir a la Fundació CEPAIM.
La jutgessa d'instrucció encarregada del cas va negar a diferents organitzacions de defensa dels drets dels migrants la possibilitat de personar-se en la causa i no se n'ha depurat cap responsabilitat.
El 22 d'octubre de 2012, una interlocutòria de l'Audiència Provincial va restablir a aquestes organitzacions el dret a ser part del procés, que havia estat denegat anteriorment pel Jutjat d'Intrucció núm. 5 de Barcelona. Davant d'aquesta nova situació, les organitzacions exigirien, novament, l'aclariment dels fets relacionats amb la mort d'Idrissa Diallo per via judicial.
El cas de la mort d'Idrissa Diallo es va produir tot just unes setmanes després de la mort de Samba Martine al CIE d'Aluche, a Madrid en condicions similars i és la quarta mort en un CIE des del 2009.

## Documental denúncia
El 2018 es va completar un documental sobre el cas d'Idrissa i la repatriació del seu cos: Idrissa. Crònica d'una mort qualsevol, de Xavier Artigas i Xapo Ortega.